# بلو نایل
بلو نایل (انگلیسی: Blue Nile) شرکت خرده‌فروشی آمریکایی است، که در سال ۱۹۹۹ تأسیس شد.